# Ironton, Ohio
Ironton là một thành phố thuộc quận Lawrence, tiểu bang Ohio, Hoa Kỳ. Năm 2010, dân số của thành phố này là 11129 người.

## Dân số
- Dân số năm 2000: 11211 người.
- Dân số năm 2010: 11129 người.